# GOM Player

GOM Player (Gretech Online Movie Player) este un media player pentru Microsoft Windows 32 și 64 de biți. Este distribuit de Corporația Gretech din Coreea de Sud.